# Caverna de Santo Antônio
A caverna de Santo Antônio (português brasileiro) ou caverna de Santo António (português europeu) (em grego: Σπήλαιο του Αγίου Αντωνίου; romaniz.: Spélaio tou Agíou Antoníou; caverna de Ágios Antonios), também conhecida como Caverna de Patsós (em grego: Σπήλαιο του Πατσός) é uma caverna cretense situada na garganta de Patsós, no vale Amári. Recebeu seu nome duma capela alojada em seu interior dedicada a Santo Antônio, o padroeiro das crianças.
Foi escavada em três ocasiões (1885-6, 1894 e 1989) e constatou-se ser um local utilizado para fins cultuais pelos minoicos: a primeira escavação, comandada por F. Halbherr, descobriu figurinhas zoomórficas e antropomórficas atualmente expostas no Museu Arqueológico de Heraclião; a segunda, revelou mais figurinhas que foram vendidas a Arthur Evans e que atualmente estão expostas no Museu de Oxford; a terceira, comandada pela Autoridade de Antiguidades Gregas Clássicas, descobriu ossos de animais e figurinhas em barro, bem como uma estátua do deus Pã.